# Пилатківці

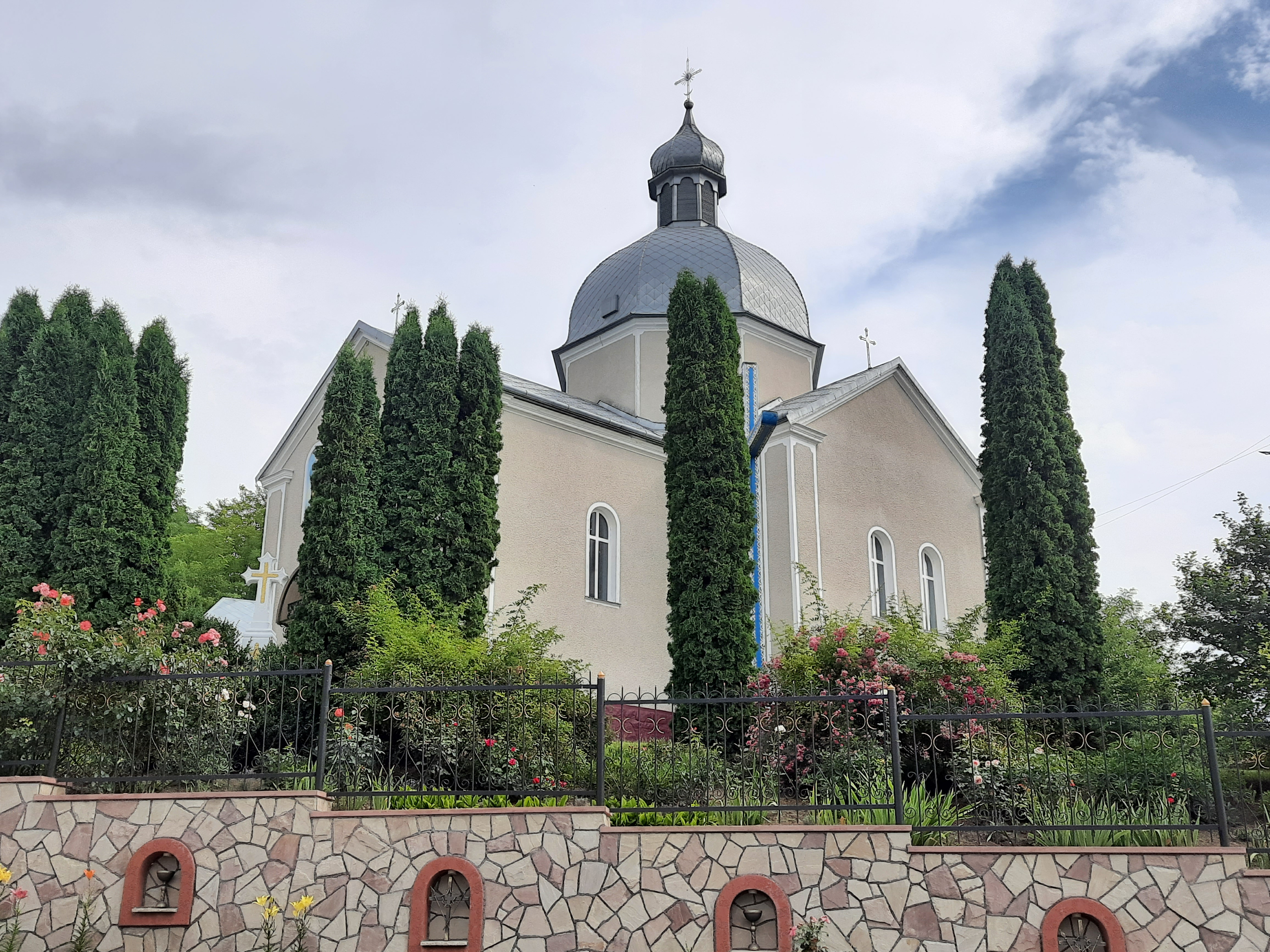
Церква святителя Василія Великого (1904)

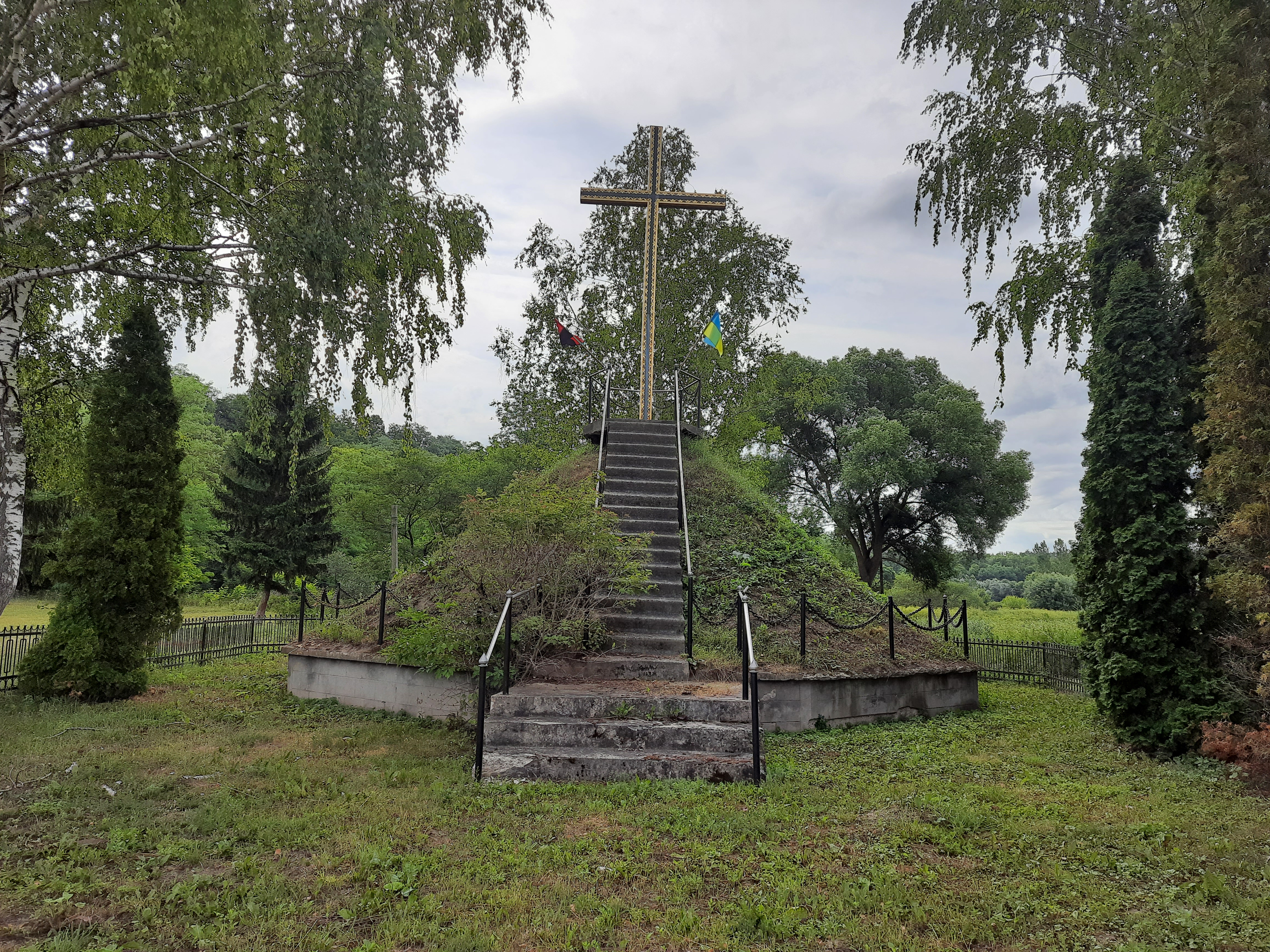
Символічна могила Борцям за волю України

Пила́тківці —  село в Україні, у Борщівській міській громаді Чортківського району Тернопільської області. Розташоване на річці Нічлава, у центрі півночі району. 
До Пилатківців приєднано хутори Корчунок, Мерлава та Поруби. Було центром сільради, якій підпорядковувалося с. Грабівці.
Населення — 407 осіб (2007).
У селі є Пилатківське джерело.

## Географія
Село розташоване на відстані 368 км від Києва, 79 км — від обласного центру міста Тернополя та 10 км від міста Борщів.

## Історія
Перша писемна згадка — 1494. Назва села походить, ймовірно, від чоловіка на прізвище Пилат, який колись тут замешкав.
Діяли «Просвіта», «Луг», «Сільський господар» та інші товариства, кооператива.
У 1940-1941, 1944-1959 роках село належало до Скала-Подільського району Тернопільської області. З ліквідацією району 1959 року увійшло до складу Борщівського району.
Від вересня 2015 до 2020 листопада 2020 року у складі Озерянської сільської громади.
До 19 липня 2020 р. належало до Борщівського району.
З 20 листопада 2020 р. належить до Борщівської міської громади.

## Населення
За даними перепису населення 2001 року мовний склад населення села був таким:
| Мова       | Число осіб | Відсоток |
| ---------- | ---------- | -------- |
| українська |            | 99,76    |
| російська  |            | 0,24     |

## Релігія
- церква святителя Василія Великого (1904, мурована);
- костел святої Ядвіги (поч. XX ст.).

## Пам'ятки
Споруджено пам'ятники воїнам-односельцям, полеглим у німецько-радянській війні, першому директору школи Юрію Якимовичу (1987), насипана символічна могила Борцям за волю України (1993), встановлено пам'ятний хрест на честь скасування панщини.

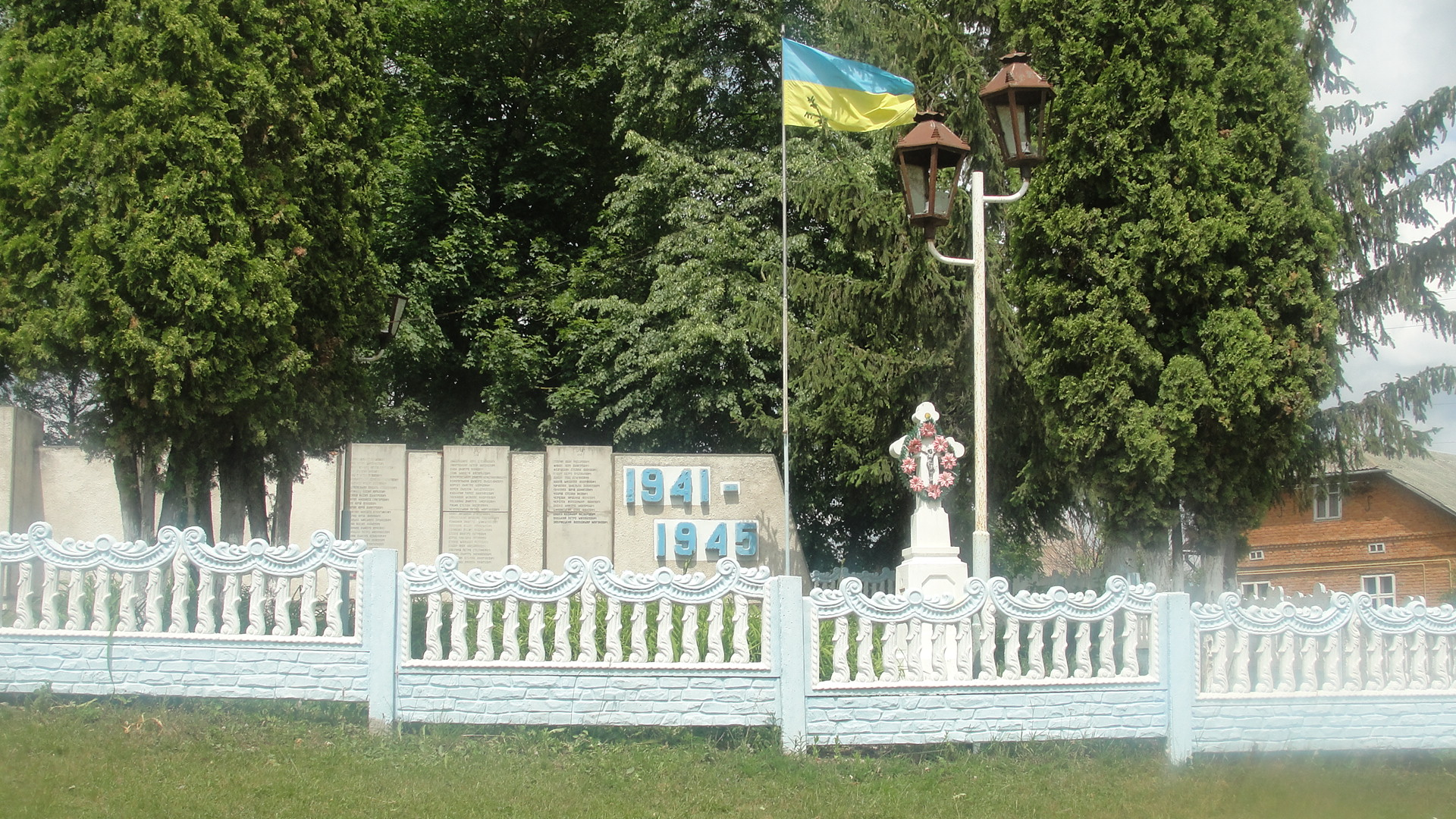

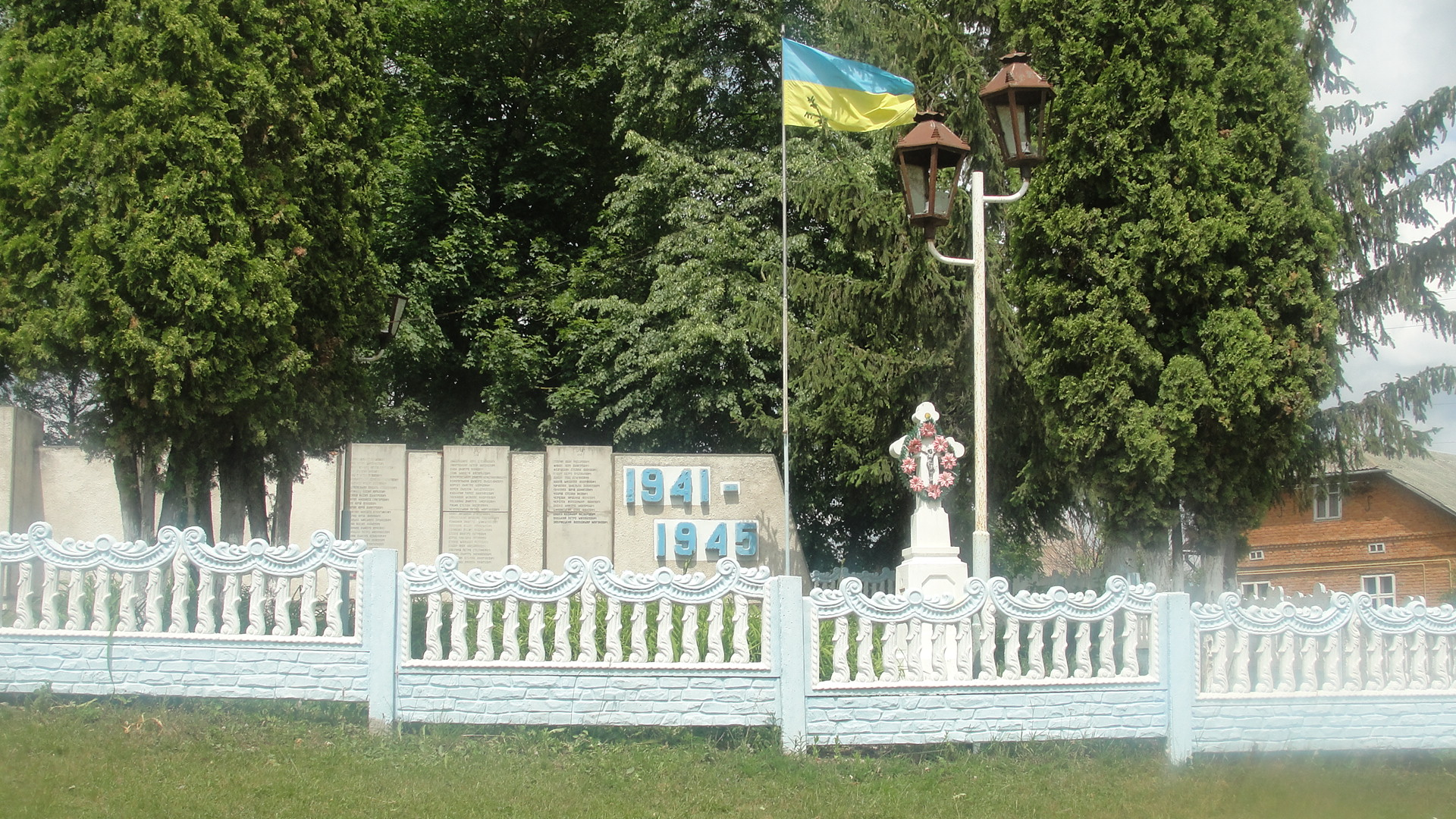

## Соціальна сфера
Працюють загальноосвітня школа І-ІІ ступенів, клуб, бібліотека, ФАП, сільськогосподарське товариство «Нове відродження».

## Відомі люди

### Народилися
- релігійний діяч, літератор С. Гребенюк.
- Сулятицький Тадей Васильович (нар. 1933) — український театральний і громадсько-культурний діяч, історик театру Буковини.

### Працювали
Першим директором сільської школи був Юрій Якимович (1896 -1946). Будучи в лавах Української Галицької Армії дослужився до рангу підхорунжого. 
Трагічно загинув від рук НКВД у 1946 році в с.Пилатківці.   

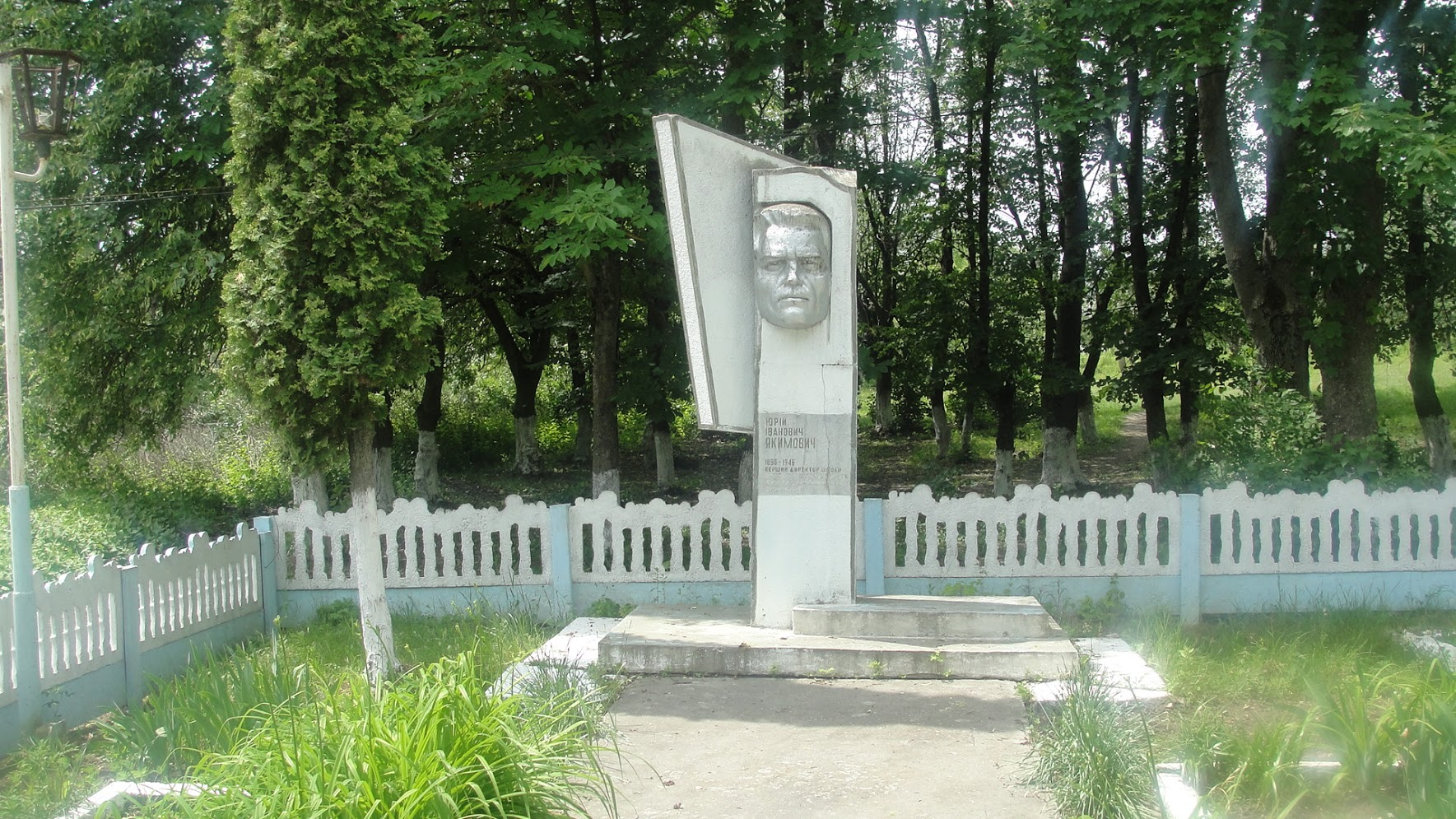
Пам'ятний знак Юрію Якимовичу в с. Пилатківці

### Посилання

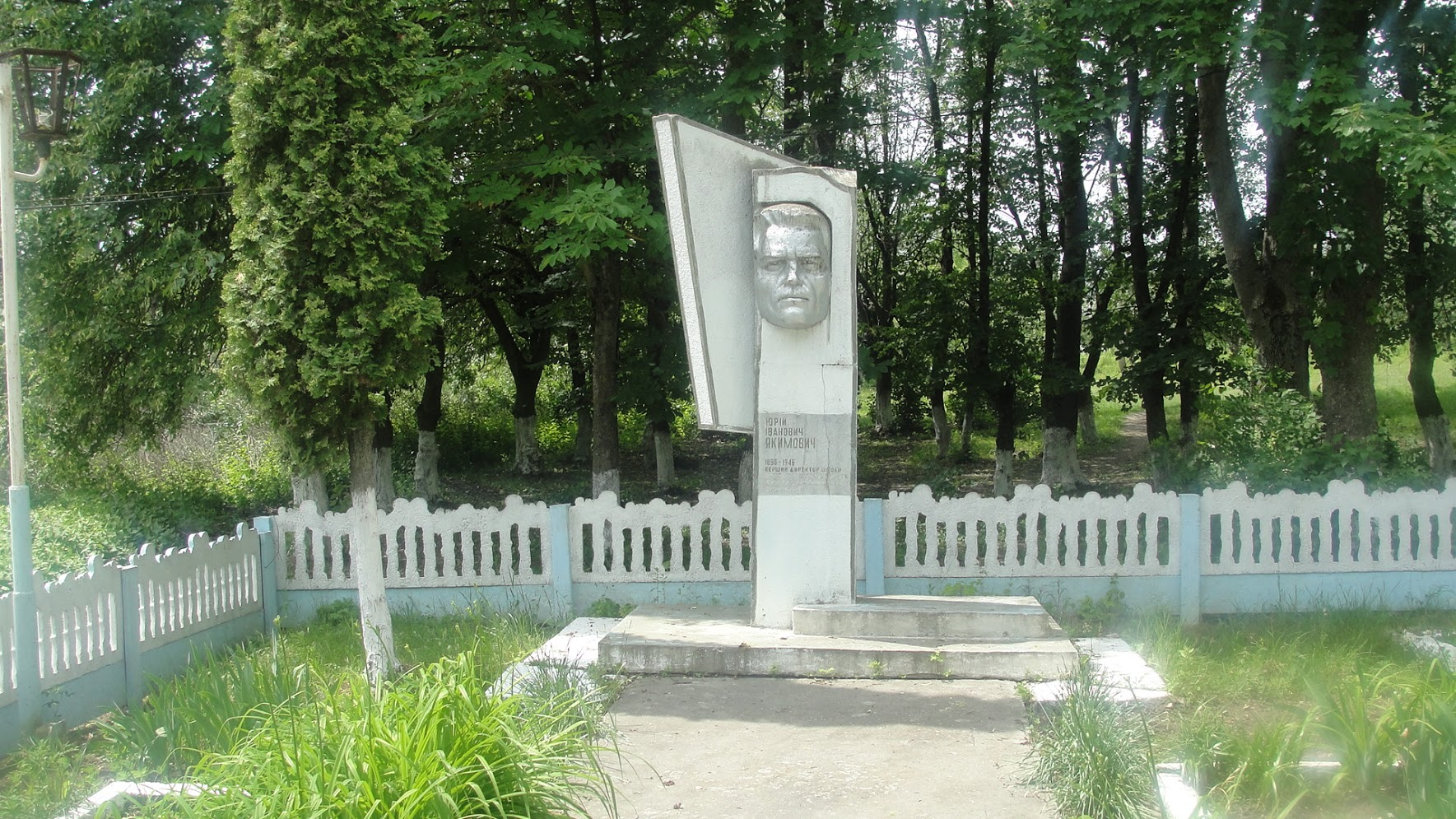
Пам'ятний знак Юрієві Якимовичу в с. Пилатківці